# Takhmina Radjabova
Takhmina Poulodjonovna Radjabova (tadjik : Таҳмина Пулодҷоновна Раҷабова ; russe : Тахмина Пулоджоновна Раджабова), née le 29 juin 1982 à Douchanbé (RSS du Tadjikistan en Union soviétique) est une actrice de cinéma, réalisatrice, journaliste et présentatrice de télévision soviétique puis tadjike.

## Biographie
Takhmina Radjabova est née en 1982 à Douchanbé d'une mère médecin et d'un père économiste. De 1989 jusqu'à la troisième année, elle a étudié à l'école Malika Sabirova, tout en suivant des cours de piano. Lorsque le père de Takhmina est nommé à un poste officiel à Moscou, la famille s'y est installée temporairement. Takhmina a poursuivi ses études dans les écoles locales et a reçu deux années d'enseignement en russe.
Après le retour de la famille au Tadjikistan, Takhmina a obtenu son diplôme de fin d'études secondaires à Douchanbé et s'est inscrite dans une branche de l'Institut moscovite des relations nationales et régionales à Douchanbé. Après avoir terminé sa première année, Tahmina s'est mariée et n'a pas pu se rendre à Moscou pour poursuivre ses études ; elle a donc été renvoyée de l'institut.
Plus tard, Takhmina est entrée à l'Institut de fiscalité et de droit du Tadjikistan (aujourd'hui Université d'État financière et économique), où elle a obtenu son diplôme de droit en 2006 avec mention.

### Carrière cinématographique

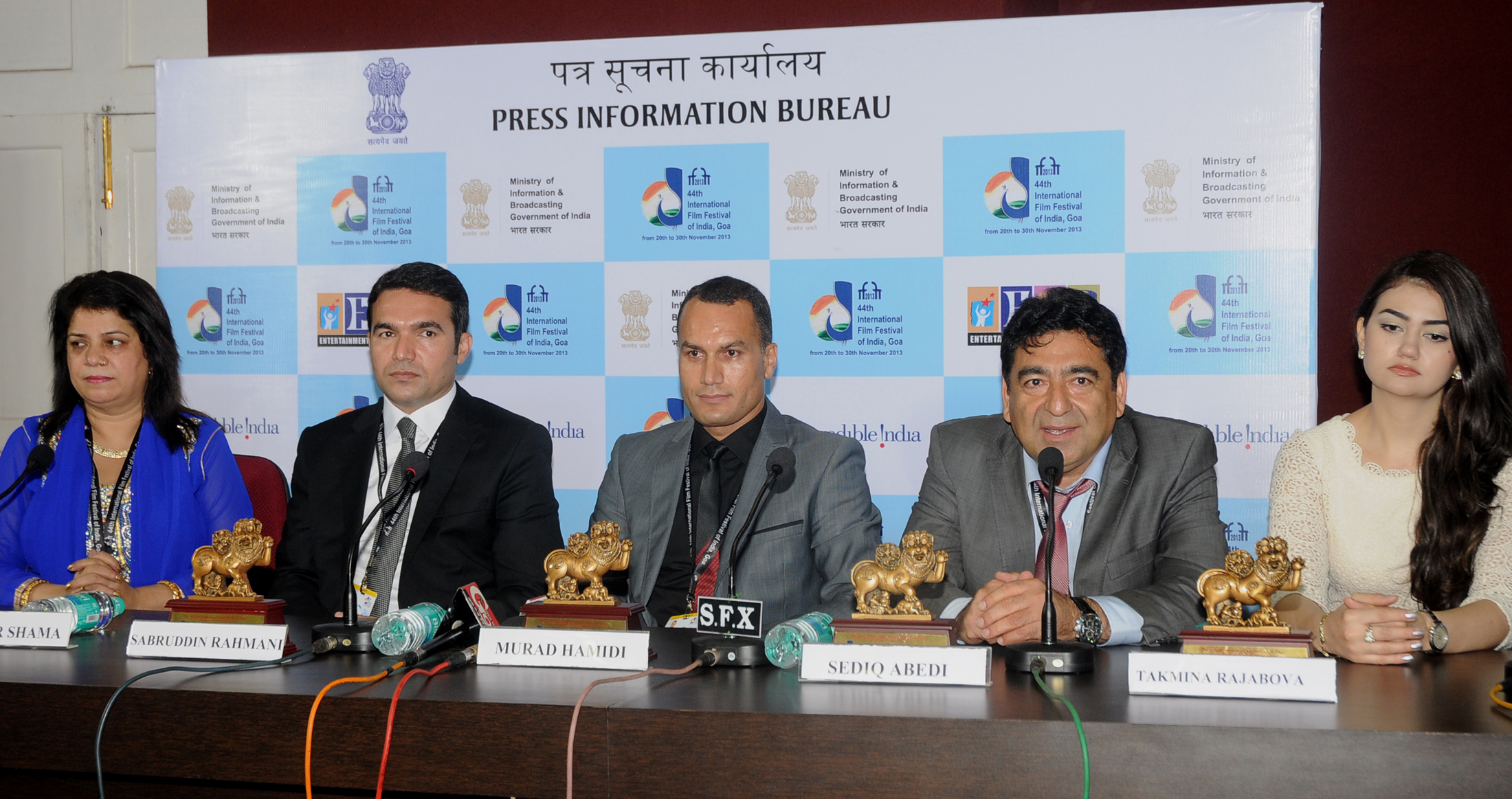
L'assistante réalisatrice Neelofer Shama, le coproducteur Sabruddin Rahman, le producteur Murad Hamidi, le réalisateur Sediq Abedi et l'actrice Takhmina Radjabova au Festival international du film d'Inde 2013.

Dans son premier rôle, Takhmina interprète l'assistante d'un enquêteur dans le film de Younous Yousoupov Zistan mehoҳam (litt. « Je veux vivre »), puis elle a obtenu un petit rôle dans le film Umedi ohirin (litt. « Le Dernier Espoir ») de Saïd Kodiri. Takhmina Radjabova a passé avec succès les tests dans cette direction et a reçu quelque temps plus tard une invitation à jouer le rôle principal dans le film Uburi sangin (litt. « Traversée de pierre ») réalisé par Saïd Kodiri pour le studio de cinéma Tadjikfilm, ce qu'elle a bien supporté.
En 2008, au festival du film Didar, Umedi ohirin a remporté un prix, à la suite duquel certains réalisateurs étrangers ont manifesté leur intérêt pour une collaboration avec Tahmina. Par exemple, Asad Sikandar, un réalisateur bulgare, appréciant beaucoup le talent de Takhmina dans le rôle principal, lui a offert l'un des rôles importants dans le film Madrasa (en) en Afghanistan, coproduit avec des collègues de Bollywood. Dans ce film, Takhmina joue le rôle de la mère de famille.
En 2011, Takhmina a été invitée à jouer le rôle de la troisième épouse dans le film Marde dar orzui zani pançum (litt. « Un homme qui rêve d'une cinquième femme »), réalisé par le réalisateur canadien Siddiq Obidi dans les provinces afghanes de Farab et Balkh. Tahmina a été nommée pour ce film au prix de la meilleure actrice au Festival international du film d'Inde 2013.
Takhmina Radjabova fait ses débuts en tant que réalisatrice et réalise en langue russe son premier film Obmani seba. Ce film est court, d'une durée de 28 minutes, et a été présenté aux cinéastes et journalistes le 19 décembre 2020 au cinéma « Zebuniso » de Douchanbé,.

### Vie privée
Tahmina Radjabova a épousé son cousin à l'âge de 18 ans, conformément à la volonté de ses parents, mais ils ont divorcé quelque temps plus tard. De ce mariage, elle a eu un fils, Moukhammaddjovid . Puis Takhmina s'est remariée et se dit heureuse en famille. Le 20 février 2021, elle a posté une photo d'un nouveau-né sur sa page Instagram et a annoncé qu'elle avait un fils.

## Filmographie

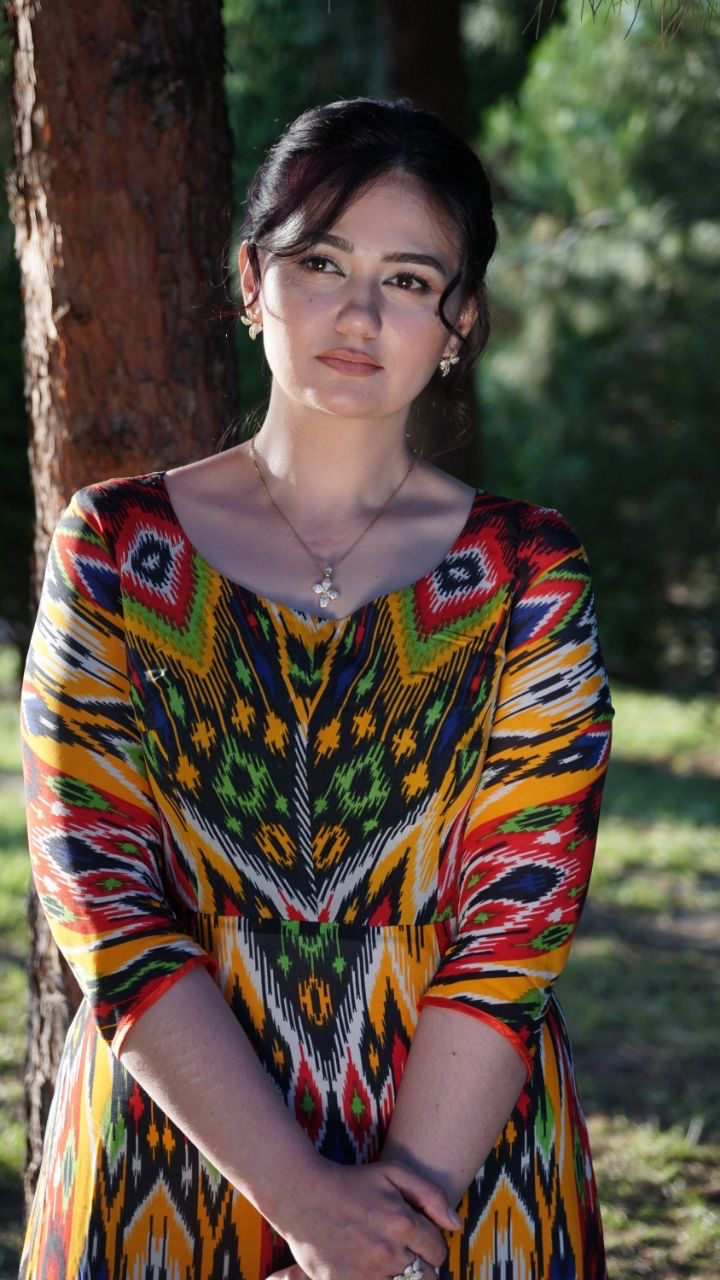
Takhmina Radjabova en 2020.

### Actrice
- 2007 : Zistan mehoҳam (Зистан мехоҳам, litt. « Je veux vivre ») de Younous Youssoupov
- 2008 : Umedi ohirin (Умеди охирин, litt. « Le Dernier Espoir ») de Saïd Kodiri
- 2010 : Uburi sangin (Убури сангин, litt. « Traversée de pierre ») de Saïd Kodiri
- 2011 : Marde dar orzui zani pançum (Марде дар орзуи зани панҷум, litt. « Un homme qui rêve d'une cinquième femme »)
- 2013 : Madrasa (en) (Мадраса) d'Assad Sikandar
- 2018 : Saïora rang ivaz mekounad (tg) (Сайёра ранг иваз мекунад, litt. « La planète change de couleur ») de Moukhiddine Mouzaffar

### Réalisatrice
- 2020 : Obmani seba (Обмани себя) (court métrage)